# Tàngara de matollar del Tacarcuna
La tàngara de matollar del Tacarcuna (Chlorospingus tacarcunae) és un ocell de la família dels passerèl·lids (Passerellidae).

## Hàbitat i distribució
Habita la selva pluvial i clars de les muntanyes de l'est de Panamà, a Cerro Tacarcuna, a l'extrem oriental de Panamà i l'extrem nord-oest de Colòmbia.